# خلية عنيبية مركزية
الخلايا العنيبية المركزية هي خلايا ذات شكلٍ مغزلي توجد في البنكرياس. الخلايا العنيبية المركزية هي امتداد للخلايا القناة المقحمة لكل عنيبة بنكرياسية. تأخذ القنوات المقحمة البيكربونات إلى القنوات داخل الفصيص، والتي تصبح قنوات مفصصة، والتي بدورها تتلاقى لتشكل القناة الرئيسية للبنكرياس.
تعرف هذه الخلايا عادة خلايا القناة، وتفرز محلول بيكربونات مائي تحت التحفيز بهرمون سيكريتين. They also secrete موسين.

## وصلات خارجية
- Anatomy Atlases - Microscopic Anatomy, plate 10.213 - "Pancreas"
- صور نسيجية: 10406loa — نظام تعلم علم الأنسجة في جامعة بوسطن - "Liver, Gall Bladder, and Pancreas: pancreas, centroacinar cells"
- مادة علم الأنسجة في جامعة إلينوي في إربانا-شامبين 870